# Maison à pans de bois (Reims, 22-24 place Saint-Timothée)
Cette maison à pains de bois est située aux 22-24 place Saint-Timothée à Reims.

## Historique
Ses façades et ses toitures sont inscrites au titre des monuments historiques par arrêté du 7 décembre 1970.

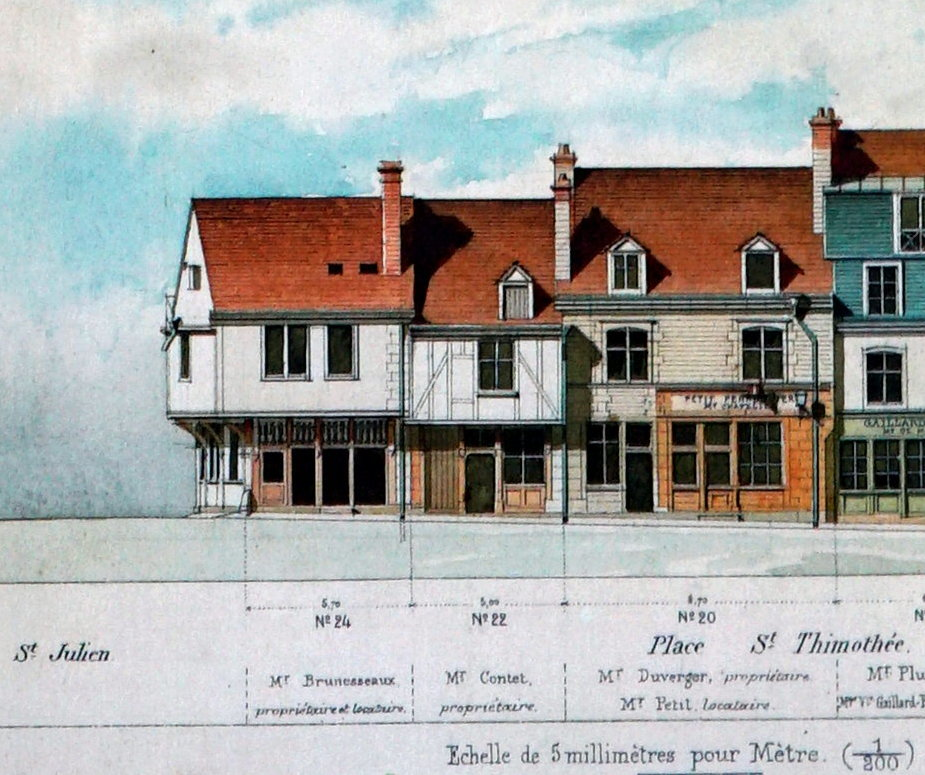
Un dessin de Leblan en 1878.
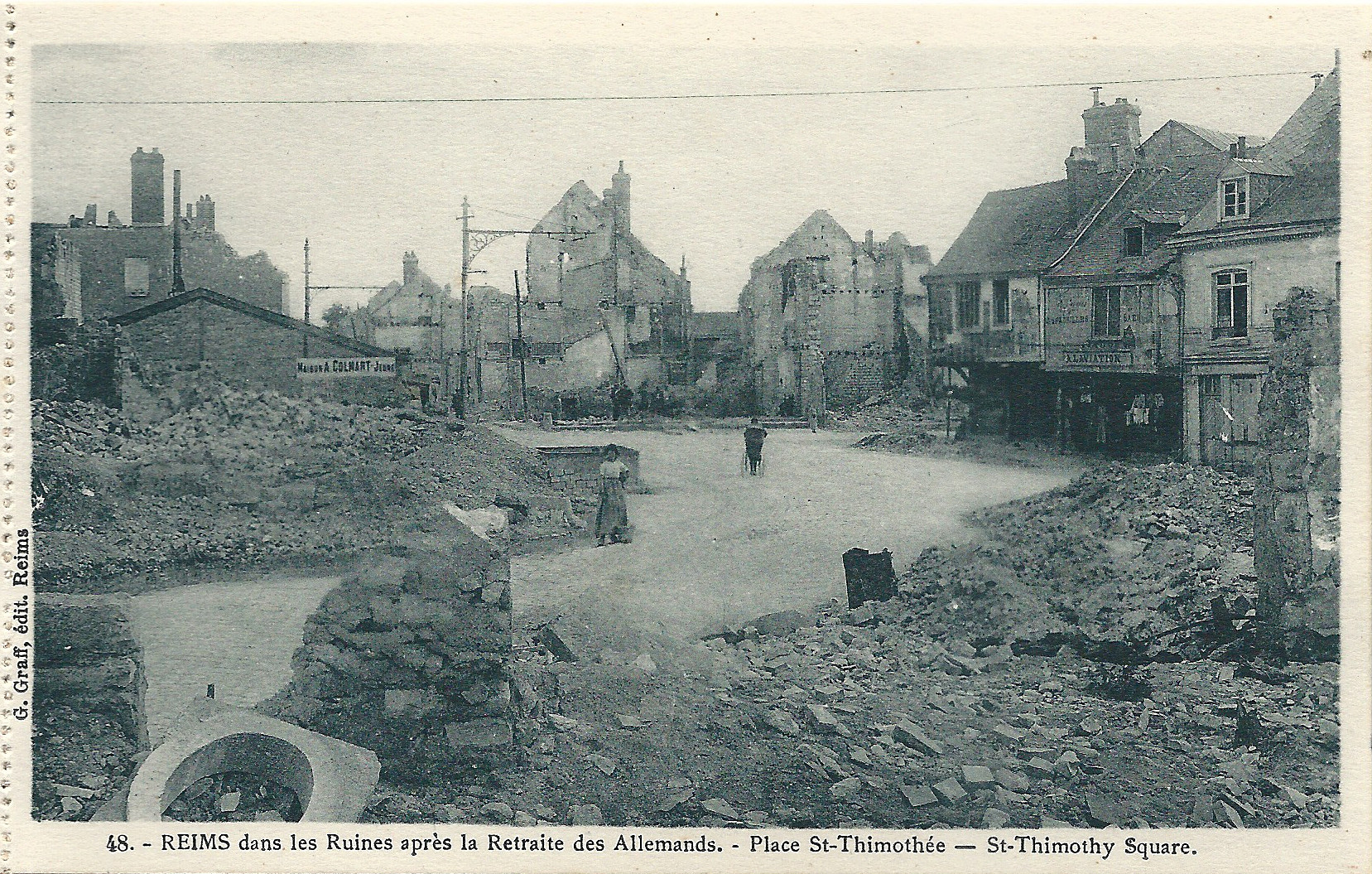
Au sortir de la Grande guerre.

Elle abrite une boucherie depuis le début du XIXe siècle.